# Cicindela duodecimguttata
Cicindela duodecimguttata är en skalbaggsart som beskrevs av Pierre François Marie Auguste Dejean 1825. Cicindela duodecimguttata ingår i släktet Cicindela och familjen jordlöpare. Inga underarter finns listade i Catalogue of Life.